# Anarta mimuli
Anarta mimuli är en fjärilsart som beskrevs av Hans Hermann Behr 1885. Anarta mimuli ingår i släktet Anarta och familjen nattflyn. Inga underarter finns listade i Catalogue of Life.